# エリック・パターソン (アイスホッケー)
エリック・パターソン（Eric Evan Paterson、1929年9月11日 - ）は、カナダ連邦アルバータ州エドモントン出身のアイスホッケー選手。

## 経歴
1952年のオスロオリンピックにラルフ・ハンシュ(Ralph Hansch)に次ぐ第二ゴールテンダーとして出場、3試合でゴールを守り金メダル獲得に貢献した。その後Western International Hockey LeagueのNelson Maple Leafsなどでプレーした。

## 詳細情報

### 代表歴
- 1952年オリンピックアイスホッケーカナダ代表